# Tomás Podstawski
Tomás Martins Podstawski (Porto, 30 de janeiro de 1995) é um futebolista profissional luso-polaco. Atua como médio, atualmente defende o Karmiotissa, do Chipre.

## Biografia
Tomás Martins Podstawski nasceu no dia 30 de janeiro de 1995, na cidade do Porto, filho de pai polaco e mãe portuguesa. Nasceu no seio de uma família desportista, o seu pai, Włodzimierz, é um ex-jogador de basquetebol e de andebol e a sua mãe, Maria Margarida, é uma ex-ginasta, que representou Portugal em competições internacionais na modalidade, sendo atualmente ambos professores. Os seus pais conheceram-se em Kiev, onde Włodzimierz frequentava o ensino superior.
É o mais velho de três irmãos, António, três anos mais novo, e Filipe, cinco anos mais novo, também eles jogadores de futebol.

## Carreira
Iniciou a sua carreira nas camadas jovens do Boavista. Em 2009, foi convidado para o Futebol Clube do Porto.
Tomás Podstawski fez parte do elenco da Seleção Portuguesa de Futebol nos Jogos Olímpicos de Verão de 2016.
Em 28 de junho de 2022, Podstawski foi anunciado pelo Karmiotissa, do Chipre.

## Títulos

### Prêmios individuais
- Equipe do torneio do Campeonato Europeu Sub-19 de 2014[7]